# Alain Gras
Alain Gras, né en 1941 est un sociologue français et professeur des universités émérite à l'Université Paris 1 Panthéon-Sorbonne. Ses thèmes de recherches sont les macro-systèmes techniques, l'énergie, l'automatisation, l'aéronautique, la méta-philosophie du progrès, la critique de l'histoire et l'anthropologie des techniques.

## Publications
- Les universitaires suédois : contestation et conformisme dans une élite intellectuelle, Paris, Hachette, 1973
- Sociologie de l'éducation - Textes fondamentaux, Larousse, 1973 (en espagnol : Narcea, Madrid, 1976)[2],[3],[4].
- La futurologie, Seghers, 1976
- Sociologie des ruptures - Les pièges du temps en sciences sociales, Paris, PUF, 1980[5],[6].
- avec Richard Sotto : La Suède : pays et populations, Éd. Complexe, Bruxelles, 1981
- avec Bernward Joerges et Victor Scardigli : Sociologie des techniques de la vie quotidienne, L'Harmattan, 1992. Réédition 2000
- avec Sophie Poirot-Delpech, Sociologie des macro-systèmes techniques PUF, 292 pages, 1993[7],[8],[9].
- avec Sophie Poirot-Delpech : Grandeur et Dépendance, Paris, PUF, 1993 (en roumain Atlas-Clusium, Cluj-Napoca,2006)[10],[11].
- avec Sophie Poirot-Delpech, Caroline Moricot et Victor Scardigli : Face à l'automate. Le pilote, le contrôleur et l'ingénieur, Paris, Publications de la Sorbonne, 1995
- Les macro-systèmes techniques, PUF, coll. « Que sais-je ? », 1997[12].
- Nella rete technologica, ed. UTET, Turin (édition italienne révisée de Grandeur et Dépendance), 1997
- Sociologie-Ethnologie: auteurs et textes fondateurs, Publications de la Sorbonne, 2000
- Fragilité de la puissance, se libérer de l'emprise technologique, Fayard, 2003 [13],[14].
- Le choix du feu – Aux origines de la crise climatique, Fayard, 2007[15].
- Les imaginaires de l'innovation technique, Manucius, 2012
- Fragilità de la potenza, Libreria Ed Fiorentina, 2015 (éd. italienne révisée de Fragilité de la Puissance).
- Oil. Petite anthropologie de l’or noir, Paris, Éditions B2, 2015 (Préface, Hugo Micheron)
- La servitude électrique, du rêve de liberté à la prison numérique, Seuil, 2021 (avec Gérard Dubey)[16],[17].